# Jennifer Fleischer
Pour les articles homonymes, voir Fleischer.
Jennifer Fleischer, née le 17 février 1984 dans le New Hampshire, est une joueuse professionnelle de basket-ball de nationalité américaine et israélienne.

## Biographie
C'est un pivot physique qui apprécie le jeu dos au panier. A joué pour sept clubs en deux ans, avant de rejoindre la LFB. Elle est la fille du basketteur Bob Fleischer. 
À l'été 2012, elle joue avec l'équipe nationale israélienne pour 8 rencontres à 5,4 points de moyenne avec une adresse de 60,1 %. En 2012-2013, elle joue au Maccabi Bnot Ashdod pour 18 rencontres à une moyenne de 8,3 points à 46,9 % d'adresse et 2,9 rebonds.
Après avoir terminé ses études de médecine aux USA, Jennifer Fleischer fait son retour et est sélectionnée en équipe nationale en novembre 2021. Israël organisant les championnats d'Europe 2023, les qualifications sont juste pour le protocole.

## Clubs en carrière
| Saisons   | Équipe                 | Pays       |
| 2002-2006 | Quakers de Penn        | États-Unis |
| 2006-2007 | Anda Ramat Hasharon    | Israël     |
| 2007-2008 | Dexia Namur            | Belgique   |
| 2008      | Nadejda Orenbourg      | Russie     |
| 2008      | Tim-Scuf Kiev          | Ukraine    |
| 2008      | Lotos Gdynia           | Pologne    |
| 2008      | Electra Ramat Hasharon | Israël     |
| 2009      | Maccabi Bnot Ashdod    | Israël     |
| 2009      | Dexia Namur            | Belgique   |
| 2009      | Poprad                 | Slovénie   |
| 2010-2011 | Challes-les-Eaux       | France     |
| 2012-2013 | Maccabi Bnot Ashdod    | Israël     |

## Distinctions personnelles
- Championne d'Ukraine 2008